# 北陆中京新干线

北陆中京新干线的大致规划路线

北陆中京新干线（日语：／ Hokuriku Chukyo Shinkansen */?））是连接福井縣敦賀市到愛知縣名古屋市的基本计划高速铁道路线（新幹線）。

## 概述
北陆中京新干线是根据《全国新干线铁道整备法》第四条第一项的规定制定的“确定开始建设新干线铁道路线基本计划”（1948年第466号告示）的基本计划新干线。
基本建设计划于1972年7月3日决定的北陆新干线(东京都至大阪市，途经长野市及富山市)的敦贺市以西路线为：经过琵琶湖东岸，在米原站附近接入东海道新干线的路线是最有可能的。而在1973年11月13日决定的整备计划中，小滨市附近被列为主要过境点，联络北陆新干线和中京圈的本路线被纳入了基本计划。
敦贺市和名古屋市之间的直线距离约为90公里，但在与东海道新干线共用部分区间的前提下，本路线延长约为50公里。
自基本建设计划公示以来，尚未有任何开工的具体行动。

## 以整备为目标的动向
2017年6月，福井县提议研究北陆中京新干线的整备。

## 沿革
- 1967年7月: 日本國有鐵道發布了全國新幹線網絡的構想。
- 1969年5月30日: 新全國綜合發展計劃決定。
- 1970年5月18日: 《全國新幹線鐵道整備法》成立。
- 1973年11月15日: 昭和48年告示第466號，決定包括北陸中京新幹線在內的12條新幹線的基本計劃。

## 相關事項
- 白鷺號列車
- 北陸新幹線
- 確定新建新幹線鐵路路線的基本計劃